# Ellen Gandy
Ellen Gandy (Bromley (Engeland), 15 augustus 1991) is een Britse zwemster. Ze vertegenwoordigde haar vaderland op de Olympische Zomerspelen 2008 in Peking.

## Carrière
Bij haar internationale debuut, op de Europese kampioenschappen zwemmen 2008 in Eindhoven, veroverde Gandy samen met Joanne Jackson, Melanie Marshall en Caitlin McClatchey de zilveren medaille op de 4x200 meter vrije slag. Tijdens de Britse kampioenschappen zwemmen 2008 in Sheffield plaatste Gandy zich voor de Olympische Zomerspelen van 2008 op de 200 meter vlinderslag. Op de wereldkampioenschappen kortebaanzwemmen 2008 in Manchester eindigde de Britse als achtste op de 100 meter vlinderslag. Op de Olympische Spelen in Peking strandde Gandy in de halve finales van de 200 meter vlinderslag.
Op de Britse kampioenschappen zwemmen 2009 in Sheffield verbeterde de Britse het Europees record op de 200 meter vlinderslag, dat op naam stond van Otylia Jędrzejczak uit Polen. Naast de 200 meter won ze ook de 100 meter vlinderslag, daardoor plaatste ze zich op beide afstanden voor de Wereldkampioenschappen zwemmen 2009 in Rome. In de Italiaanse hoofdstad werd Gandy uitgeschakeld in de halve finales van de 100 en de 200 meter vlinderslag, op de 50 meter vlinderslag waren de series haar eindstation. Samen met Gemma Spofforth, Lowri Tynan en Francesca Halsall eindigde ze als vierde op de 4x100 meter wisselslag.
Op de Europese kampioenschappen zwemmen 2010 in Boedapest sleepte de Britse de bronzen medaille in de wacht op de 200 meter vlinderslag, op de 100 meter vlinderslag strandde ze in de series. Tijdens de Gemenebestspelen 2010 in Delhi veroverde Gandy de zilveren medaille op de 100 meter vlinderslag en de bronzen medaille op de 200 meter vlinderslag, op de 4x100 meter wisselslag legde ze samen met Gemma Spofforth, Kate Haywood en Francesca Halsall beslag op de zilveren medaille.
In Shanghai nam de Britse deel aan de wereldkampioenschappen zwemmen 2011. Op dit toernooi sleepte ze de zilveren medaille in de wacht op de 200 meter vlinderslag, daarnaast eindigde ze als vijfde op de 100 meter vlinderslag en werd ze uitgeschakeld in de series van de 50 meter vlinderslag. Samen met Georgia Davies, Stacey Tadd en Francesca Halsall eindigde ze als zesde op de 4x100 meter wisselslag.
Op de Olympische Zomerspelen van 2012 in Londen werd Gandy samen met Francesca Halsall, Siobhan-Marie O'Connor en Gemma Spofforth achtste in de finale van de 4x100 meter wisselslag. Ook op de individuele 100 meter vlinderslag zwom Gandy naar een achtste stek.

## Internationale toernooien
| Jaar | Olympische Spelen                                                            | WK langebaan                                                                        | WK kortebaan                                                         | EK langebaan                            | EK kortebaan   | Gemenebestspelen                                        |
| ---- | ---------------------------------------------------------------------------- | ----------------------------------------------------------------------------------- | -------------------------------------------------------------------- | --------------------------------------- | -------------- | ------------------------------------------------------- |
| 2008 | 15e 200m vlinderslag                                                         |                                                                                     | 8e 100m vlinderslag · 4x100m wisselslag · Gandy zwom enkel de series | 4x200m vrije slag                       | geen deelname  |                                                         |
| 2009 |                                                                              | 38e 50m vlinderslag 16e 100m vlinderslag 15e 200m vlinderslag 4e 4x100m wisselslag  |                                                                      |                                         | geen deelname  |                                                         |
| 2010 |                                                                              |                                                                                     | geen deelname                                                        | 23e 100m vlinderslag · 200m vlinderslag | geen deelname  | 100m vlinderslag · 200m vlinderslag · 4x100m wisselslag |
| 2011 |                                                                              | 20e 50m vlinderslag · 5e 100m vlinderslag · 200m vlinderslag · 6e 4x100m wisselslag |                                                                      |                                         | geen deelname  |                                                         |
| 2012 | 8e 4x100 meter wisselslag 8e 100 meter vlinderslag 17e 200 meter vlinderslag |                                                                                     | geen deelname                                                        | geen deelname                           | geen deelname  |                                                         |
| 2013 |                                                                              | geen deelname                                                                       |                                                                      |                                         | 12-15 december |                                                         |

## Persoonlijke records
Bijgewerkt tot en met 13 augustus 2013

### Kortebaan
| Afstand          | Tijd    | Datum            | Plaats     |
| ---------------- | ------- | ---------------- | ---------- |
| 200m vrije slag  | 1.58,79 | 9 april 2008     | Manchester |
| 100m vlinderslag | 56,56   | 10 augustus 2013 | Berlijn    |
| 200m vlinderslag | 2.03,79 | 11 augustus 2013 | Berlijn    |

### Langebaan
| Afstand          | Tijd    | Datum         | Plaats    |
| ---------------- | ------- | ------------- | --------- |
| 200m vrije slag  | 1.59,80 | 15 april 2009 | Sydney    |
| 100m vlinderslag | 57,25   | 4 maart 2012  | Londen    |
| 200m vlinderslag | 2.04,83 | 19 maart 2009 | Sheffield |